# Тине (Чад)
Тине (фр. Tiné) или Тине-Джагараба (фр. Tiné-Djagaraba) — город и супрефектура в Чаде, расположенный на территории региона Вади-Фера. Входит в состав департамента Ириба.

## География
Город находится в восточной части Чада, вблизи государственной границы с Суданом, на берегу одноимённой вади, на расстоянии приблизительно 886 километров к северо-востоку от столицы страны Нджамены. Абсолютная высота — 842 метра над уровнем моря.

## Климат
Климат города характеризуется как аридный жаркий (BWh в классификации климатов Кёппена). Среднегодовая температура воздуха составляет 25,7 °C. Средняя температура самого холодного месяца (января) составляет 20,8 °С, самого жаркого месяца (июня) — 29,8 °С. Расчётная многолетняя норма осадков — 228 мм. В течение года количество осадков распределено неравномерно, основная их масса выпадает в период с мая по сентябрь. Наибольшее количество осадков выпадает в августе (112 мм).

## Население
По данным официальной переписи 2009 года численность населения Тине составляла 26 056 человек (13 202 мужчины и 12 854 женщины). Население города по возрастному диапазону распределилось следующим образом: 51,2 % — жители младше 15 лет, 44,3 % — между 15 и 59 годами и 4,5 % — в возрасте 60 лет и старше.

## Транспорт
Ближайший аэропорт расположен в городе Ириба.